# Campionato mondiale femminile under 20 di calcio 2008
Il Campionato mondiale femminile under 20 di calcio 2008, quarta edizione della manifestazione, si disputa in Cile dal 19 novembre al 7 dicembre 2008. La Corea del Nord è la squadra campione in carica. Gli Stati Uniti vincono il titolo per la seconda volta battendo la Corea del Nord in finale.

## Scelta del paese organizzatore
Il 15 settembre 2006, la Fédération Internationale de Football Association (FIFA) ufficializza il Cile come nazione ospitante. Per il Cile è il terzo campionato mondiale, dopo quello del 1962 e gli Under-20 1987, ma il primo femminile. La decisione sorprese il Cile che si era offerto per gli Under-17 2008, campionato assegnato alla Nuova Zelanda. Il Cile aveva già ospitato gli Under-20 sudamericani femminili 2006 e gli Under-17 sudamericani femminili 2008.

## Stadi
Nel Dicembre 2007, la FIFA ha annunciato i quattro stadi scelti per il torneo.
| La Florida Chillán Temuco Coquimbo | La Florida                         | Chillán                | Temuco                | Coquimbo                           |
| ---------------------------------- | ---------------------------------- | ---------------------- | --------------------- | ---------------------------------- |
| La Florida Chillán Temuco Coquimbo | Estadio Bicentenario de La Florida | Estadio Nelson Oyarzún | Estadio Germán Becker | Estadio Francisco Sánchez Rumoroso |
| La Florida Chillán Temuco Coquimbo | Capienza: 12.000                   | Capienza: 12.308       | Capienza: 18.125      | Capienza: 18.750                   |
| La Florida Chillán Temuco Coquimbo |                                    |                        |                       |                                    |

## Squadre qualificate
| Confederazione                            | Torneo di qualificazione                   | Qualificata/e                         |
| ----------------------------------------- | ------------------------------------------ | ------------------------------------- |
| AFC (Asia)                                | Campionato asiatico Under-19 2007          | Cina Corea del Nord Giappone          |
| CAF (Africa)                              | Coppa delle Nazioni Africane Under-20 2008 | Nigeria RD del Congo                  |
| CONCACAF (Nord, Centro America & Caraibi) | Campionato nordamericano Under-20 2008     | Canada Messico Stati Uniti            |
| CONMEBOL (Sud America)                    | Campionato sudamericano Under-20 2008      | Argentina Brasile                     |
| OFC (Oceania)                             | -                                          | Nuova Zelanda                         |
| UEFA (Europa)                             | Campionato Europeo Under-19 2007           | Francia Germania Inghilterra Norvegia |
| Nazione ospitante                         | Nazione ospitante                          | Cile                                  |

## Fase a gironi

### Gruppo A
| Pos. | Squadra       | Pt | G | V | N | P | GF | GS | DR |
| ---- | ------------- | -- | - | - | - | - | -- | -- | -- |
| 1.   | Nigeria       | 7  | 3 | 2 | 1 | 0 | 6  | 3  | +3 |
| 2.   | Inghilterra   | 5  | 3 | 1 | 2 | 0 | 4  | 2  | +2 |
| 3.   | Nuova Zelanda | 4  | 3 | 1 | 1 | 1 | 7  | 7  | 0  |
| 4.   | Cile          | 0  | 3 | 0 | 0 | 3 | 3  | 8  | -5 |

| Arbitro: | Tanja Schett |

|                  |           |                                         |
| Percival 42’ 52’ | Marcatori | 31’ Michael 35’ Chukwudi 90+2’ Chikwelu |

| Arbitro: | Jennifer Bennett |

|  |           |                        |
|  | Marcatori | 54’ Chaplen 79’ Duggan |

| Arbitro: | Carol Anne Chenard |

|          |           |             |
| Orji 71’ | Marcatori | 45+1’ Dowie |

| Arbitro: | Érika Vargas |

|                                     |           |                                    |
| Mardones 50’ Pardo 83’ Zamora 90+2’ | Marcatori | 20’ 36’ (rig.) 74’ White 66’ Leota |

| Arbitro: | Bibiana Steinhaus |

|                              |           |  |
| Guajardo 15’ (aut.) Orji 41’ | Marcatori |  |

| Arbitro: | Sachiko Baba |

|              |           |                |
| Duggan 90+4’ | Marcatori | 27’ McLaughlin |

### Gruppo B
| Pos. | Squadra     | Pt | G | V | N | P | GF | GS | DR |
| ---- | ----------- | -- | - | - | - | - | -- | -- | -- |
| 1.   | Stati Uniti | 6  | 3 | 2 | 0 | 1 | 6  | 2  | +4 |
| 2.   | Francia     | 6  | 3 | 2 | 0 | 1 | 5  | 4  | +1 |
| 3.   | Cina        | 4  | 3 | 1 | 1 | 1 | 2  | 2  | 0  |
| 4.   | Argentina   | 1  | 3 | 0 | 1 | 2 | 1  | 6  | -5 |

| Chillán 19 novembre 2008, ore 12:00 UTC-3 | Cina          | 0 – 0 referto | Argentina | Estadio Nelson Oyarzún (3 500 spett.)\| Arbitro: \| Gyoengyi Gaal \| |
| Arbitro:                                  | Gyoengyi Gaal |               |           |                                                                      |

| Arbitro: | Jacqui Melksham |

|  |           |                           |
|  | Marcatori | 53’ Morgan 56’ 71’ Leroux |

| Arbitro: | Cristina Ionescu |

|                        |           |  |
| Edwards 11’ Morgan 90’ | Marcatori |  |

| Arbitro: | Therese Sagno |

|  |           |                         |
|  | Marcatori | 70’ Delie 87’ Le Sommer |

| Arbitro: | Tanja Schett |

|  |           |                   |
|  | Marcatori | 52’ Zhang 58’ Liu |

| Arbitro: | Carol Anne Chenard |

|            |           |                                 |
| Jaimes 42’ | Marcatori | 65’ 80’ Le Sommer 90+3’ Machart |

### Gruppo C
| Pos. | Squadra      | Pt | G | V | N | P | GF | GS | DR  |
| ---- | ------------ | -- | - | - | - | - | -- | -- | --- |
| 1.   | Giappone     | 9  | 3 | 3 | 0 | 0 | 7  | 2  | +5  |
| 2.   | Germania     | 6  | 3 | 2 | 0 | 1 | 8  | 3  | +5  |
| 3.   | Canada       | 3  | 3 | 1 | 0 | 2 | 5  | 4  | +1  |
| 4.   | RD del Congo | 0  | 3 | 0 | 0 | 3 | 1  | 12 | -11 |

| Arbitro: | Alexandra Ihringova |

|  |           |                     |
|  | Marcatori | 28’ Goto 40’ Tanaka |

| Arbitro: | Gabriela Bandeira |

|  |           |                                                                 |
|  | Marcatori | 7’ 90+1’ Kulig 8’ Baunach 43’ Kerschowski 82’ (rig.) N. Banecki |

| Arbitro: | Bentla D Coth |

|                 |           |                         |
| Kerschowski 61’ | Marcatori | 41’ Koyama 83’ Nagasato |

| Arbitro: | Gyoengyi Gaal |

|                                                    |           |  |
| Riverso 1’ Lam-Feist 40’ Filigno 77’ Armstrong 90’ | Marcatori |  |

| Arbitro: | Jacqui Melksham |

|                        |           |               |
| Schmidt 77’ Schwab 90’ | Marcatori | 81’ Lam-Feist |

| Arbitro: | Cristina Ionescu |

|                                           |           |          |
| Mafuala 4’ (aut.) Ataeyama 10’ Utsugi 78’ | Marcatori | 6’ Amani |

### Gruppo D
| Pos. | Squadra        | Pt | G | V | N | P | GF | GS | DR  |
| ---- | -------------- | -- | - | - | - | - | -- | -- | --- |
| 1.   | Brasile        | 9  | 3 | 3 | 0 | 0 | 11 | 2  | +9  |
| 2.   | Corea del Nord | 6  | 3 | 2 | 0 | 1 | 10 | 6  | +4  |
| 3.   | Norvegia       | 3  | 3 | 1 | 0 | 2 | 4  | 7  | -3  |
| 4.   | Messico        | 0  | 3 | 0 | 0 | 3 | 2  | 12 | -10 |

| Arbitro: | Sachiko Baba |

|           |           |                    |
| Garza 28’ | Marcatori | 26’ Lund 76’ Enget |

| Arbitro: | Bibiana Steinhaus |

|                                               |           |                         |
| Janaína 45+2’ Érika 48’ Francielle 66’ (rig.) | Marcatori | 30’ Ri Y.G. 90’ Ri U.H. |

| Arbitro: | Jennifer Bennett |

|                        |           |                   |
| Ri Y.G. 17’ Ra 29’ 64’ | Marcatori | 52’ 59’ Herlovsen |

| Arbitro: | Alexandra Ihringova |

|  |           |                                                                     |
|  | Marcatori | 4’ Pamela 40’ Francielle 68’ Daiane 90+4’ Ketlen 90+5’ (aut.) Ortiz |

| Arbitro: | Carolina González |

|                                                  |           |            |
| Ryom 9’ Pak 17’ Choe 39’ Ri H.S. 53’ Ri Y.G. 66’ | Marcatori | 84’ Corral |

| Arbitro: | Érika Vargas |

|  |           |                                 |
|  | Marcatori | 39’ Érika 80’ Daiane 83’ Pamela |

## Fase finale

### Tabellone
|  | Quarti di finale         | Quarti di finale      |                         |          | Semifinali                | Semifinali                |  |  | Finale                  | Finale |
|  |                          |                       |                         |          |                           |                           |  |  |                         |        |
|  | 30 novembre - Coquimbo   |                       |                         |          |                           |                           |  |  |                         |        |
|  |                          |                       |                         |          |                           |                           |  |  |                         |        |
|  | Nigeria                  | 2                     |                         |          |                           |                           |  |  |                         |        |
|  | Nigeria                  | 2                     | 4 dicembre - Temuco     |          |                           |                           |  |  |                         |        |
|  | Francia                  | 3                     |                         |          |                           |                           |  |  |                         |        |
|  | Francia                  | 3                     | Francia                 | 1        |                           |                           |  |  |                         |        |
|  | 1º dicembre - La Florida |                       | Francia                 | 1        |                           |                           |  |  |                         |        |
|  |                          | Corea del Nord        | 2                       |          |                           |                           |  |  |                         |        |
|  | Giappone                 | Corea del Nord        | 2                       | 1        |                           |                           |  |  |                         |        |
|  | Giappone                 |                       | 7 dicembre - La Florida | 1        |                           |                           |  |  |                         |        |
|  | Corea del Nord           | 2                     |                         |          |                           |                           |  |  |                         |        |
|  | Corea del Nord           | 2                     | Stati Uniti             | 2        |                           |                           |  |  |                         |        |
|  | 30 novembre - Chillán    |                       | Stati Uniti             | 2        |                           |                           |  |  |                         |        |
|  |                          | Corea del Nord        | 1                       |          |                           |                           |  |  |                         |        |
|  | Stati Uniti              | Corea del Nord        | 1                       | 3        |                           |                           |  |  |                         |        |
|  | Stati Uniti              | 4 dicembre - Coquimbo |                         | 3        |                           |                           |  |  |                         |        |
|  | Inghilterra              | 0                     |                         |          |                           |                           |  |  |                         |        |
|  | Inghilterra              | 0                     | Stati Uniti             | 1        | Finale per il terzo posto | Finale per il terzo posto |  |  |                         |        |
|  | 1º dicembre - Temuco     |                       | Stati Uniti             | 1        | Finale per il terzo posto | Finale per il terzo posto |  |  |                         |        |
|  |                          | Germania              | 0                       |          |                           |                           |  |  |                         |        |
|  | Brasile                  | Germania              | 0                       | 2        | Francia                   | 3                         |  |  |                         |        |
|  | Brasile                  |                       |                         | 2        | Francia                   | 3                         |  |  |                         |        |
|  | Germania                 | 3                     |                         | Germania | 5                         |                           |  |  |                         |        |
|  | Germania                 | 3                     |                         |          | 5                         |                           |  |  |                         |        |
|  |                          |                       |                         |          |                           |                           |  |  | 7 dicembre - La Florida |        |
|  |                          |                       |                         |          |                           |                           |  |  |                         |        |

### Quarti di finale
| Arbitro: | Jennifer Bennett |

|                     |           |                                            |
| Orji 13’ Jegede 38’ | Marcatori | 2’ Machart 49’ Le Sommer 88’ Coton-Pélagie |

| Arbitro: | Jacqui Melksham |

|                              |           |  |
| Winters 53’ Leroux 81’ 90+4’ | Marcatori |  |

| Arbitro: | Tanja Schett |

|              |           |                |
| Nagasato 39’ | Marcatori | 22’ Cha 60’ Ra |

| Arbitro: | Carol Anne Chenard |

|                                |           |                                        |
| Schiewe 38’ (aut.) Adriane 88’ | Marcatori | 44’ S. Banecki 68’ Bock 82’ N. Banecki |

### Semifinali
| Arbitro: | Carol Anne Chenard |

|                   |           |                           |
| Coton-Pélagie 51’ | Marcatori | 68’ Ri U.H. 90+3’ Ri Y.G. |

| Arbitro: | Sachiko Baba |

|                    |           |  |
| Schmidt 21’ (aut.) | Marcatori |  |

### Finale per il terzo posto
| Arbitro: | Jennifer Bennett |

|                               |           |                                          |
| Pervier 45+1’ 75’ Delie 90+2’ | Marcatori | 10’ 29’ 31’ Pollman 67’ Šimić 80’ Schwab |

### Finale
| Arbitro: | Alexandra Ihringova |

|           |           |                       |
| Cha 90+2’ | Marcatori | 23’ Leroux 42’ Morgan |

## Classifica marcatori
| Gol |  |  | Giocatore         | Squadra        |
| --- |  |  | ----------------- | -------------- |
| 5   |  |  | Sydney Leroux     | Stati Uniti    |
| 4   |  |  | Ri Ye-gyong       | Corea del Nord |
| 4   |  |  | Alex Morgan       | Stati Uniti    |
| 4   |  |  | Eugénie Le Sommer | Francia        |
| 3   |  |  | Marie Pollman     | Germania       |
| 3   |  |  | Ra Un-Sim         | Corea del Nord |
| 3   |  |  | Ebere Orji        | Nigeria        |
| 3   |  |  | Rosie White       | Nuova Zelanda  |

## Premi
Al termine del torneo sono stati assegnati questi premi:
| Pallone d'oro         | Pallone d'argento | Pallone di bronzo |
| --------------------- | ----------------- | ----------------- |
| Sydney Leroux         | Alex Morgan       | Eugénie Le Sommer |
| Scarpa d'oro          | Scarpa d'argento  | Scarpa di bronzo  |
| Sydney Leroux         | Ri Ye-Gyong       | Alex Morgan       |
| 5 reti                | 4 reti            | 4 reti            |
| Guanto d'oro          |                   |                   |
| Alyssa Naeher         |                   |                   |
| Premio Fair Play FIFA |                   |                   |
| Stati Uniti           |                   |                   |